# Список птиц Мадагаскара

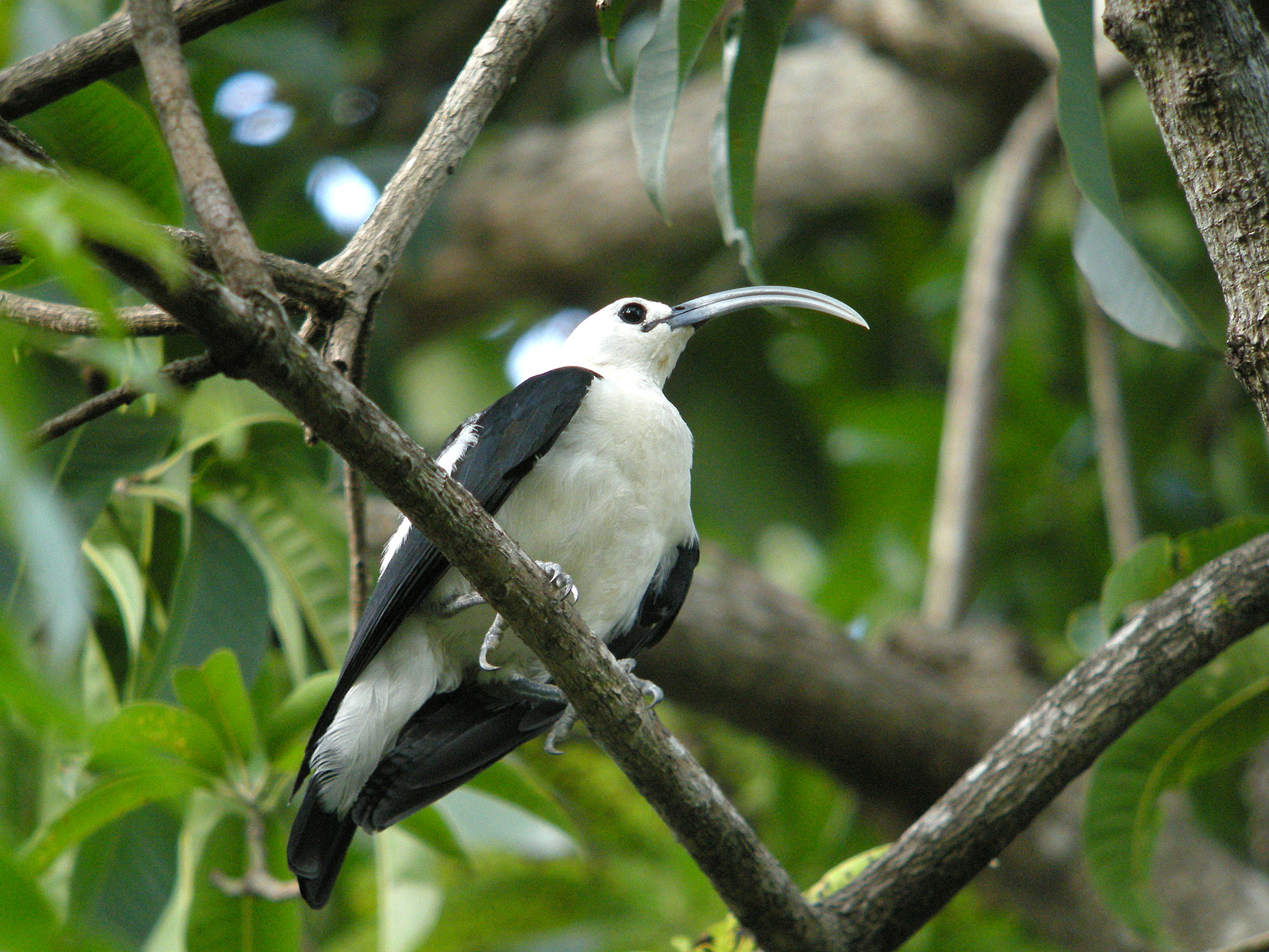
Серпоклювая ванга принадлежит семейству Ванговые, одному из семейств Мадагаскара.

Мадагаскар — островное государство, расположенное у юго-восточного побережья Африки. Из-за своего длительного отделения от соседних континентов — благодаря тектоническому движению, он откололся от Африки около 160 миллионов лет назад и от Индии около 90 миллионов лет назад — он содержит много видов, эндемичных для острова. Из 308 видов птиц, зарегистрированных на Мадагаскаре, 108 больше нигде на земле не встречаются, а горстка других обитает только на соседних Коморских островах, 2 вида были объявлены вымершими, 36 — находятся под угрозой исчезновения во всем мире, 7 видов были завезены людьми.
Таксономическая обработка этого списка (обозначение и последовательность отрядов, семейств и видов) и номенклатура (общепринятые и научные названия) соответствуют соглашениям, изложенным в The Clements Checklist of Birds of the World, выпуск 2019 года. Семейства в начале каждой главы отражают эту таксономию, как и число видов, найденное в каждом семействе. Интродуцированные и случайные виды включены в общую численность для Мадагаскара.
Комментарии о статусе видов взяты из книги Морриса и Хокинса Птицы Мадагаскара: Фотографический путеводитель, если не указано иное. Интродуцированные и случайные виды включаются в общий подсчет. Коды Красной книги МСОП — это коды, присвоенные Международным союзом охраны природы; они взяты с веб-сайта МСОП, содержащегося в Красной книге.

## Условные обозначения таблицы

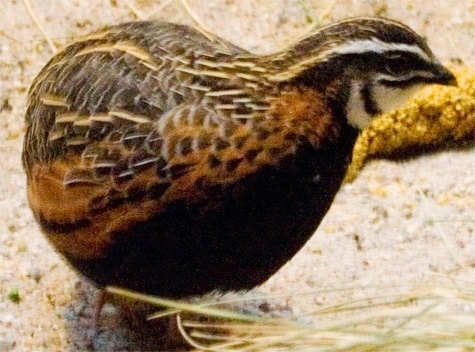
Перепел-арлекин иногда гнездится на Мадагаскаре.

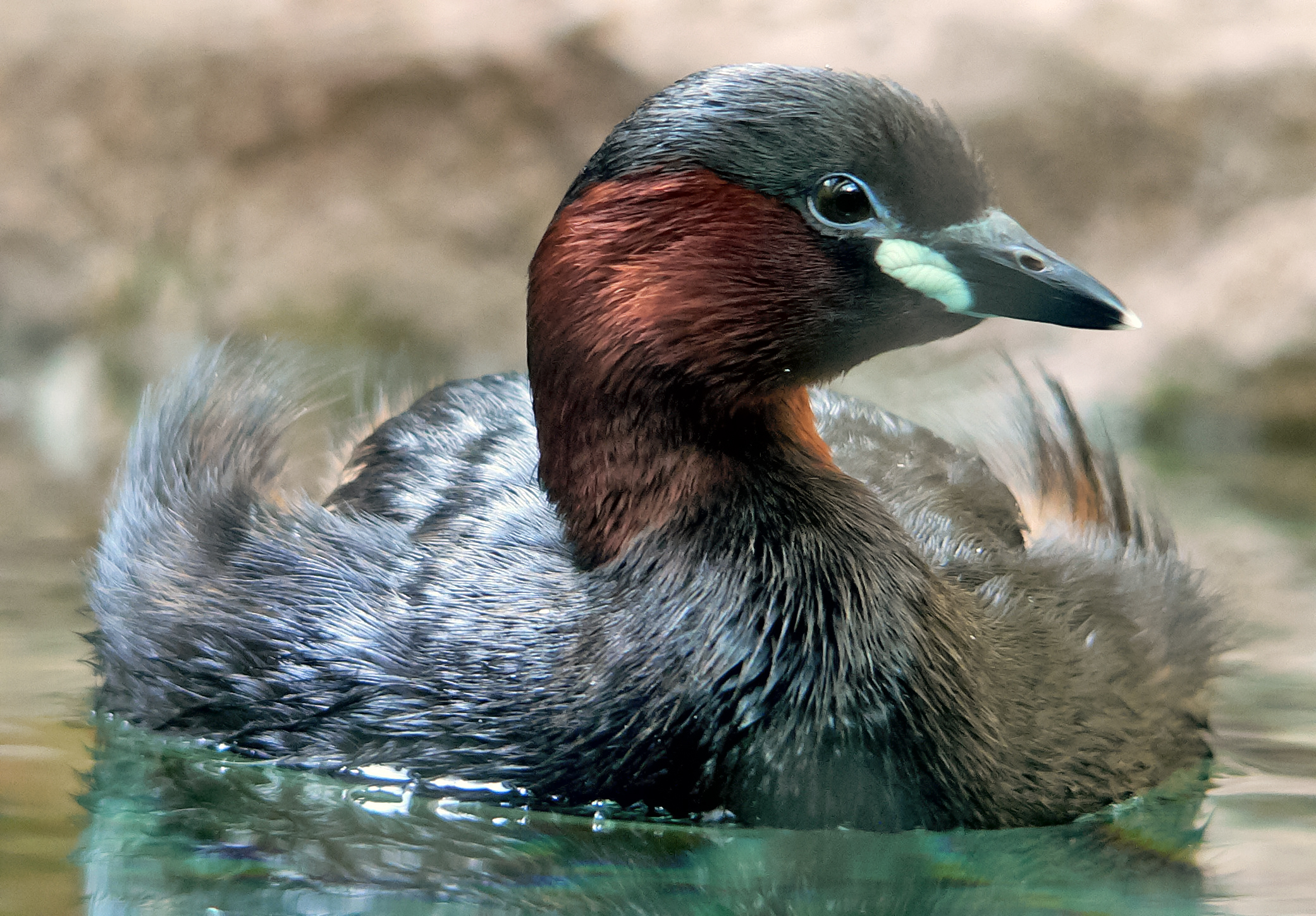
Малая поганка распространена на пресных и солоноватых водах, особенно в западных водно-болотных угодьях и северных высокогорьях

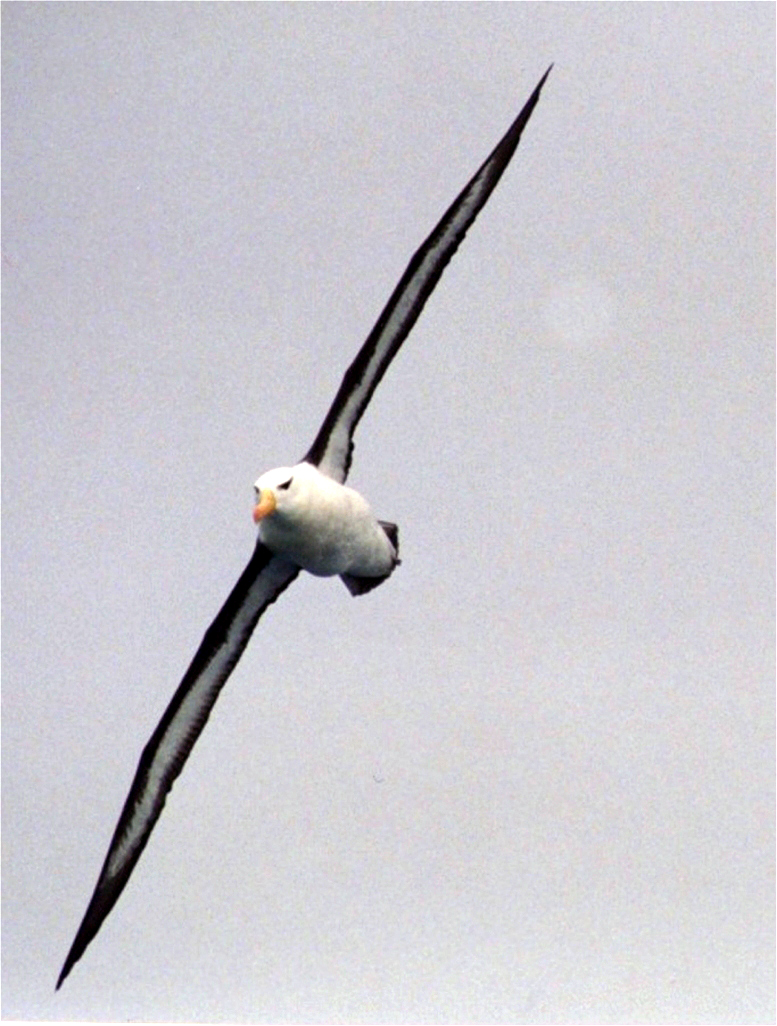
Есть несколько недавних записей о чернобровом альбатросе, который раньше часто появлялся в водах Мадагаскара

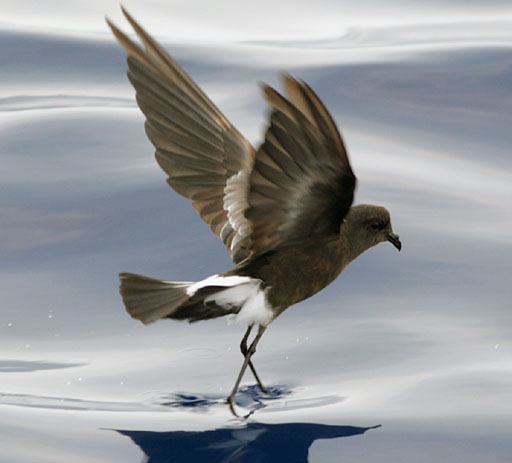
Хотя качурка Вильсона не часто встречается на суше, он регулярно регистрируется во время миграции через малагасийские воды, иногда в больших количествах

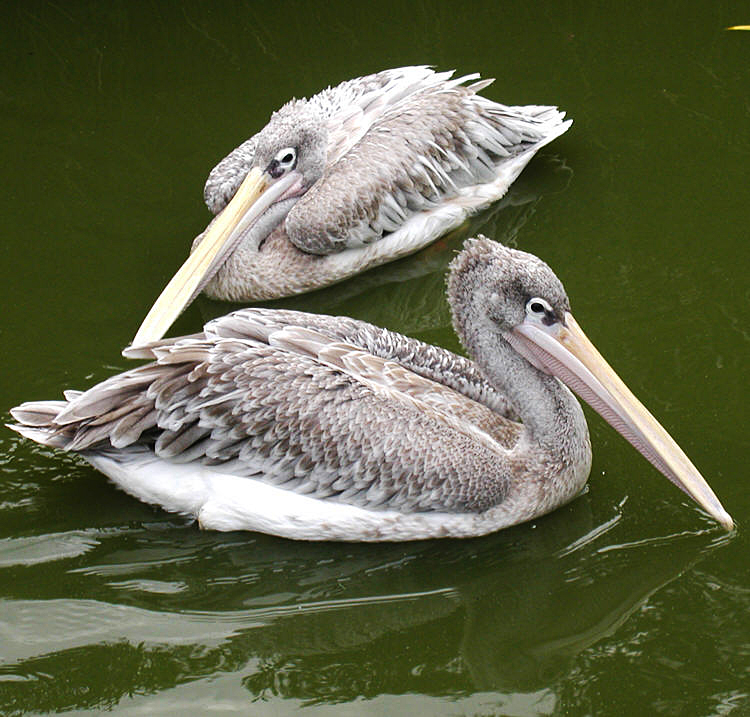
Розовоспинный пеликан гнездился на Мадагаскаре в конце 1950-х и начале 1960-х годов, но с тех пор был зарегистрирован лишь несколько раз.

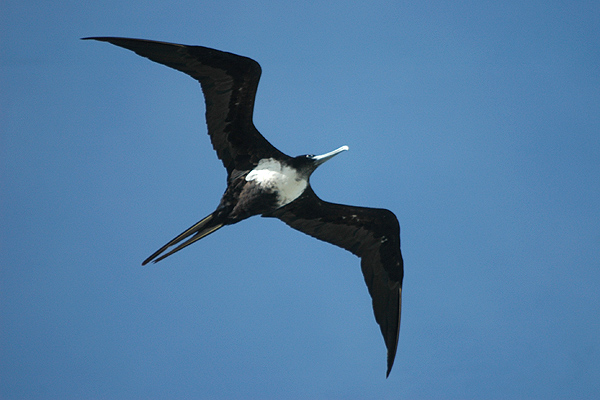
Большой фрегат обычно парит группами высоко над океаном, часто в восходящих потоках теплого воздуха

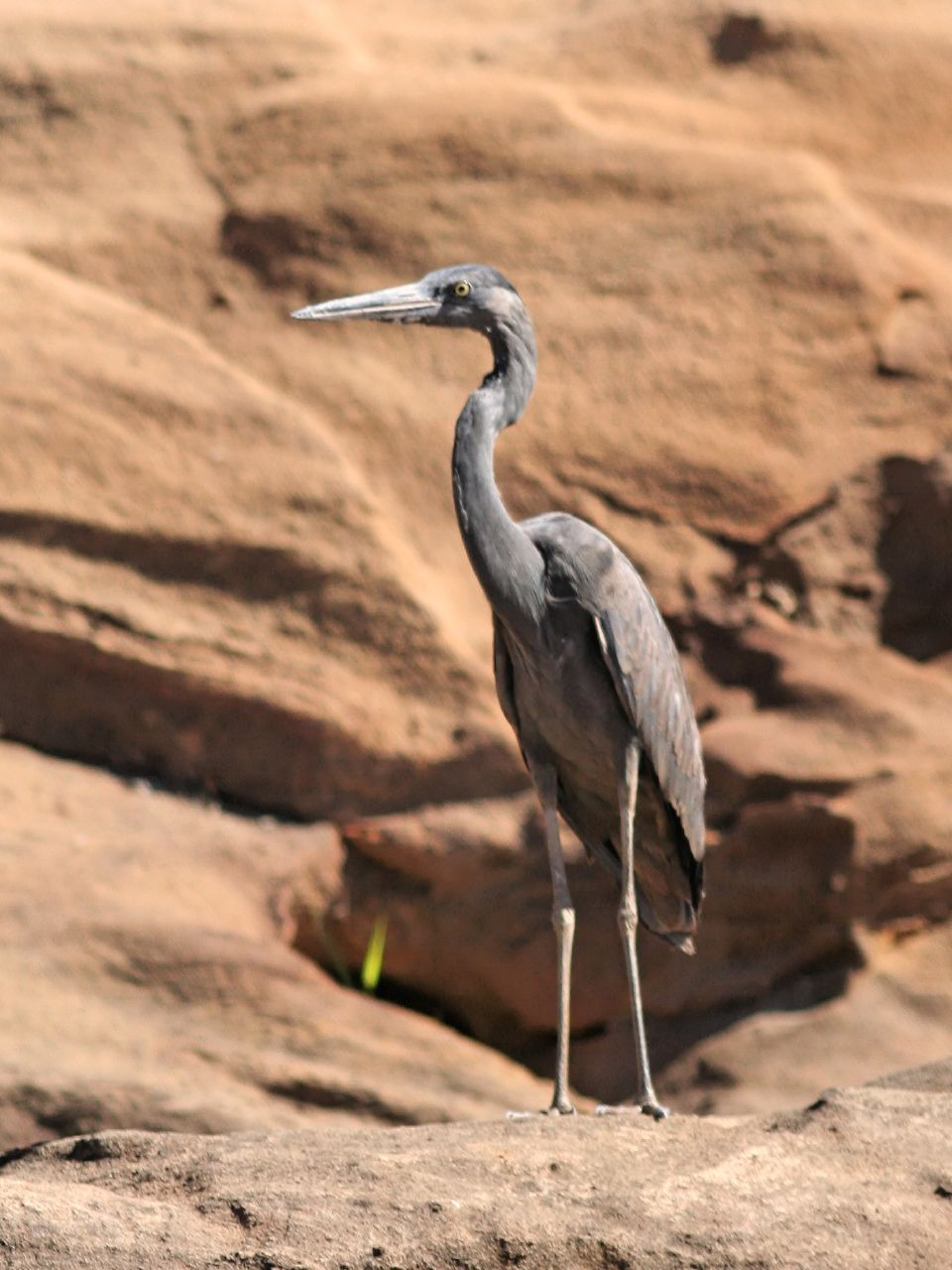
Мадагаскарская цапля, находящаяся под угрозой исчезновения, является эндемиком Мадагаскара, хотя она также может размножаться на Коморских островах

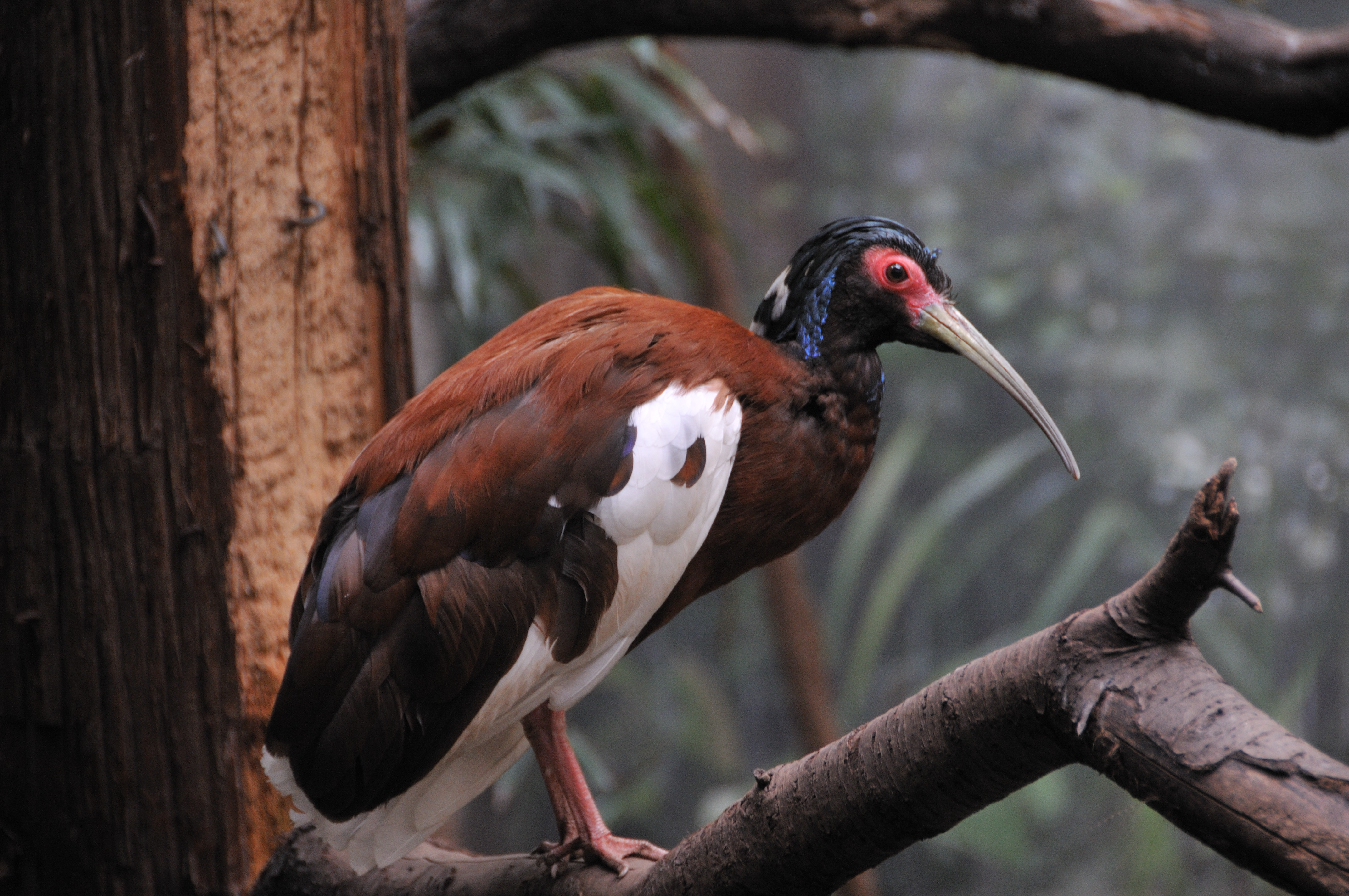
На эндемичного, обитающего в лесах чубатого ибиса ведется интенсивная охота, несмотря на то, что он охраняется законом.

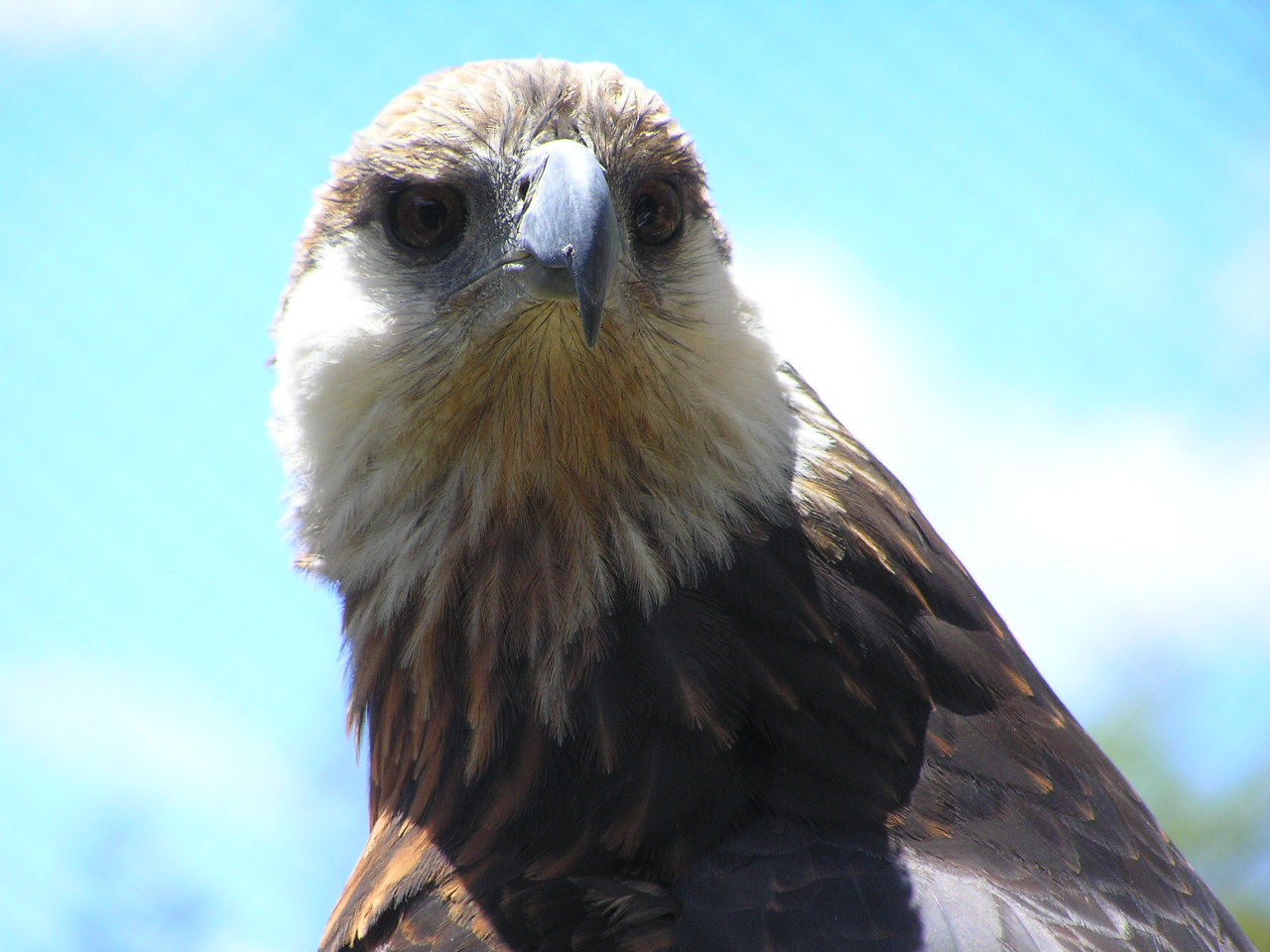
Мадагаскарский орлан-крикун находится на грани полного исчезновения, а его размножающаяся популяция составляет менее 100 пар.

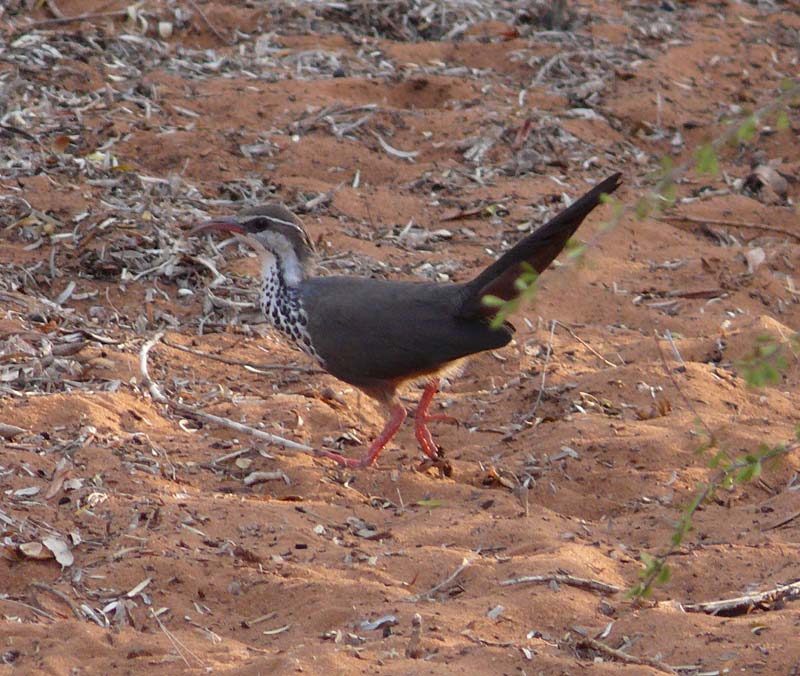
Мония ограничен прибрежной полосой сухого колючего леса на юго-западе Мадагаскара

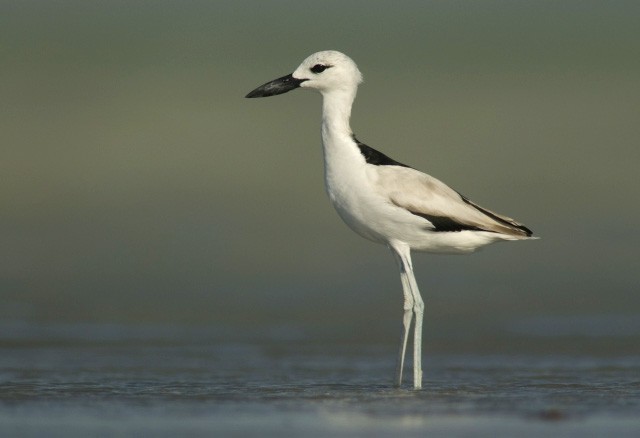
Рачья ржанка является обычным гостем на западном побережье острова

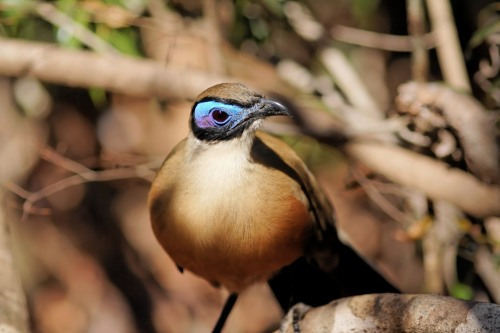
Гигантская мадагаскарская кукушка питается на земле, в первую очередь насекомыми

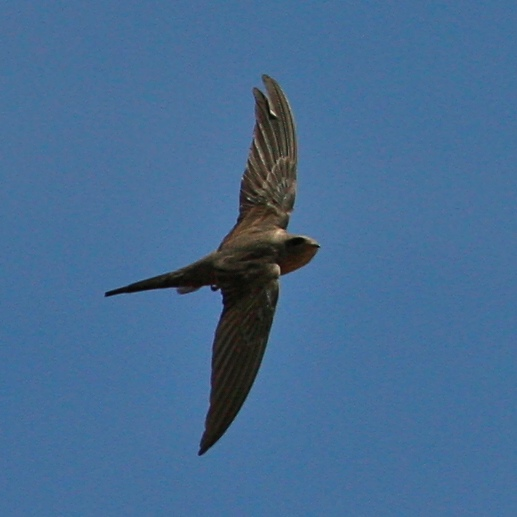
Пальмовый стриж широко распространен, особенно в прибрежных низменных районах с высокими пальмами

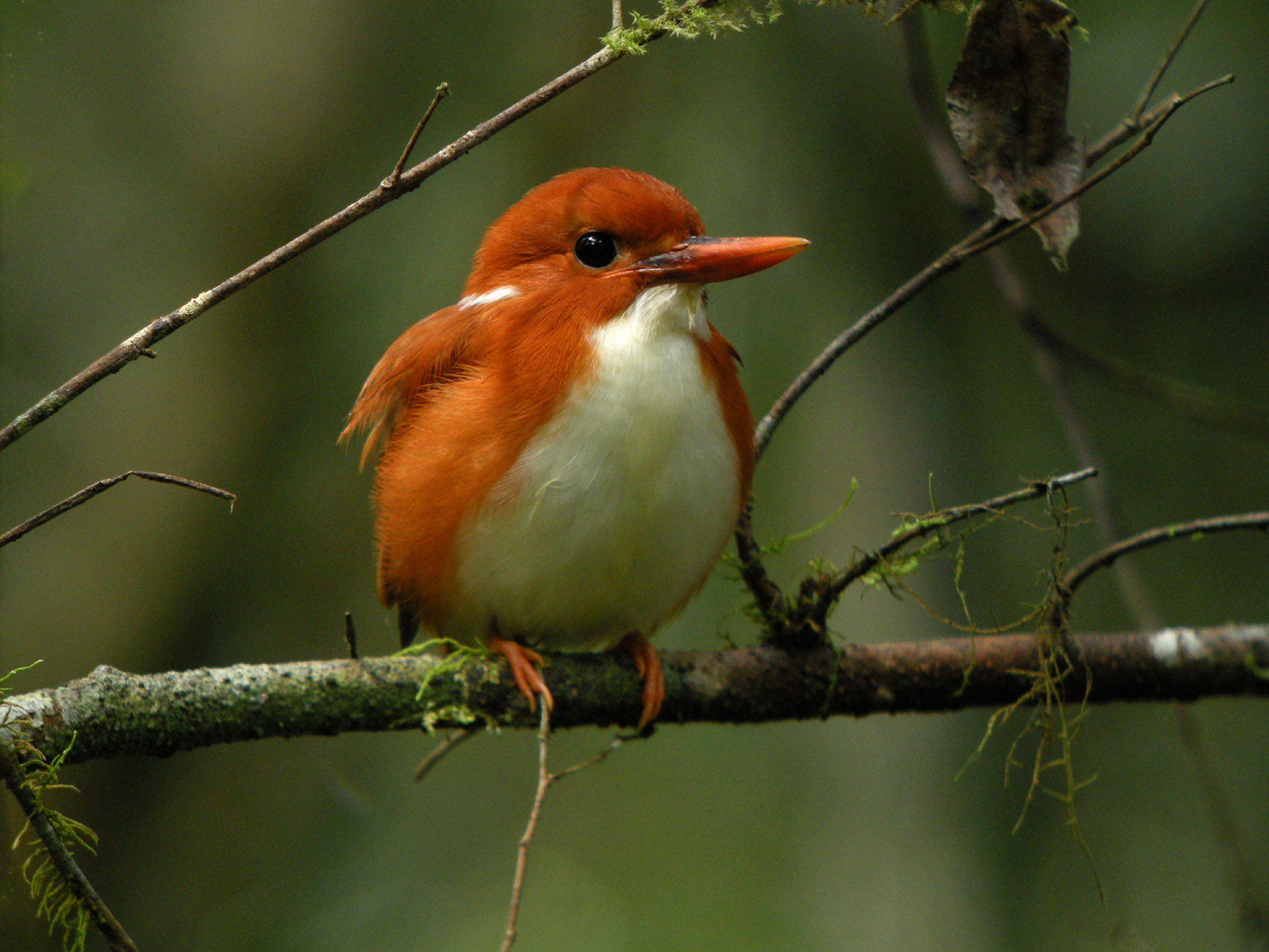
Крошечный мадагаскарский лесной зимородок обитает в лесах с густым подлеском.

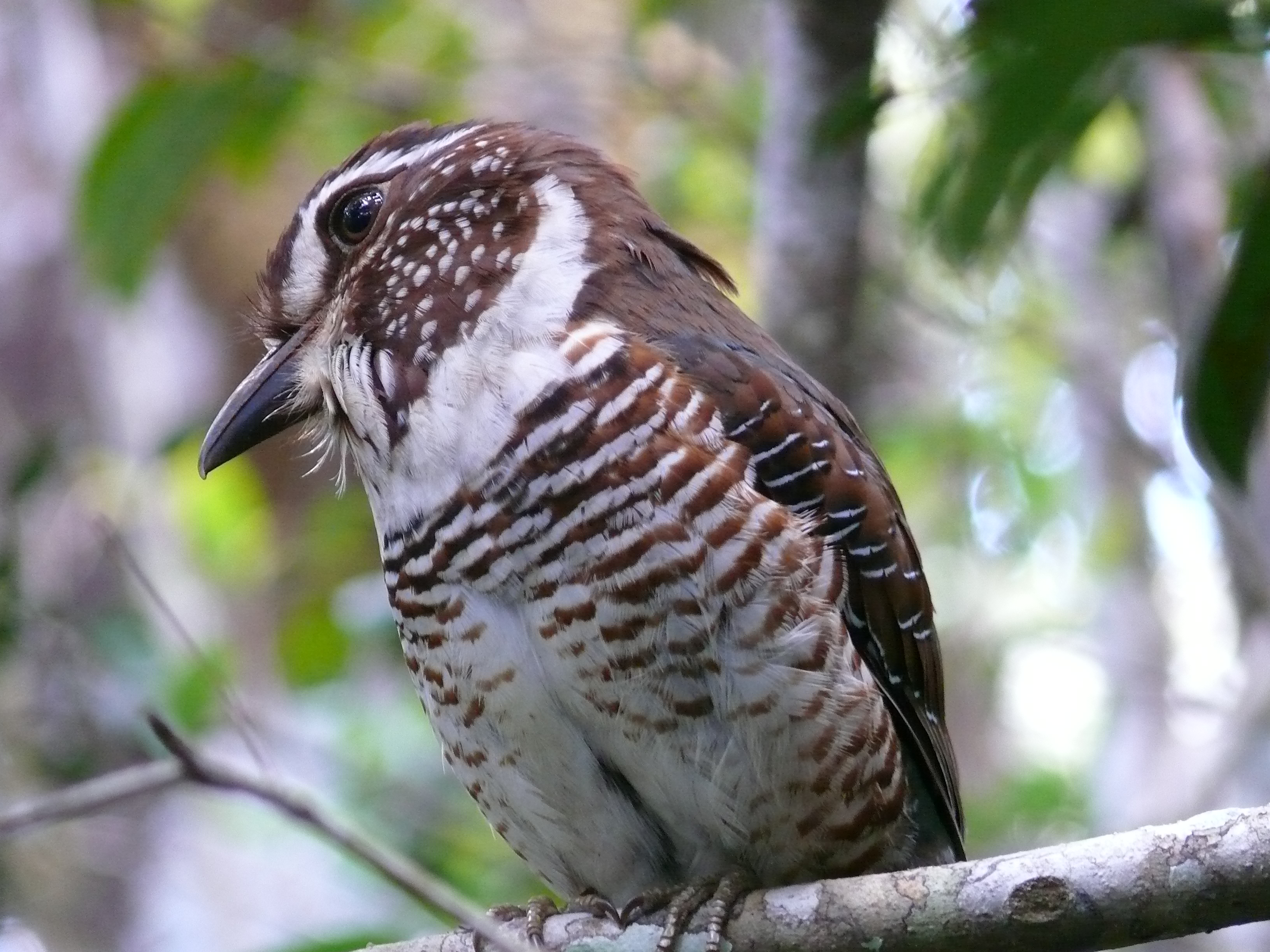
Редкая и скрытная коротконогая земляная ракша находится под угрозой разрушения и деградации среды обитания

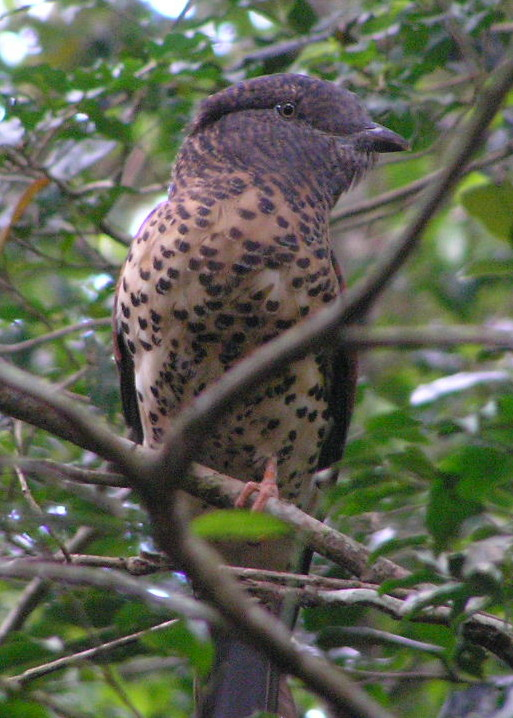
Курол встречается в лесах и редколесьях по всему острову.

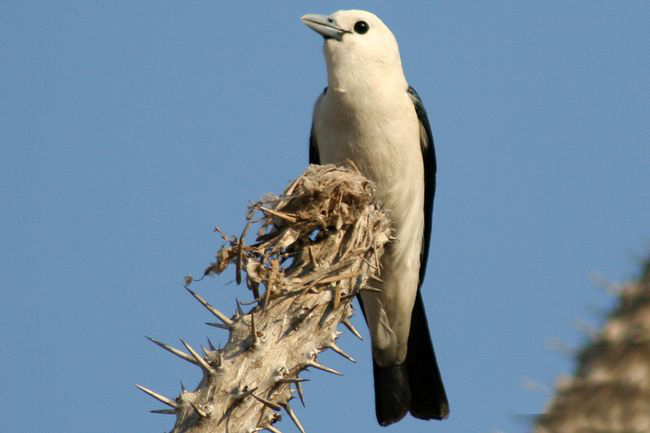
Белоголовая расписная ванга широко распространен и встречается во всех типах леса.

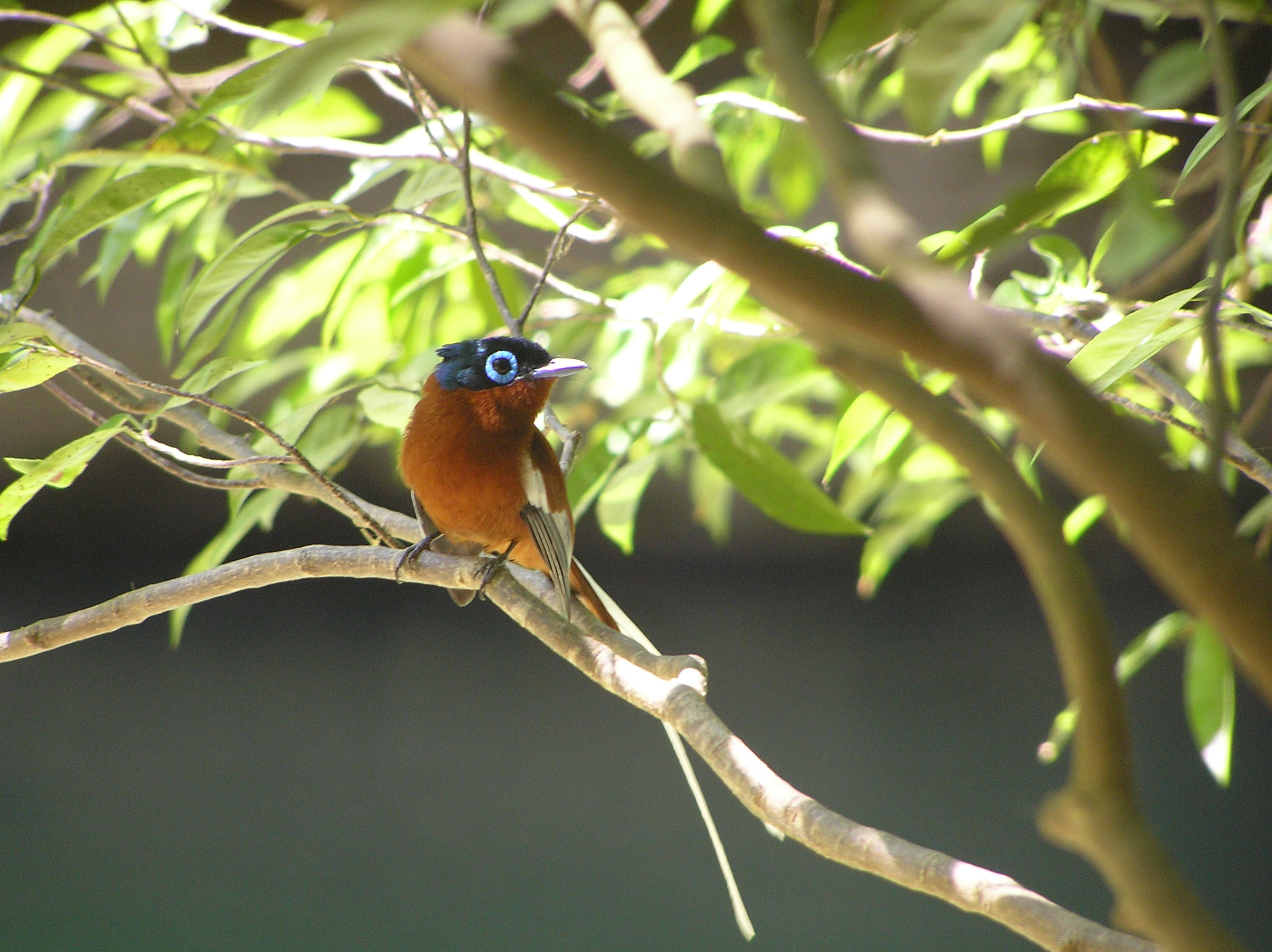
Мадагаскарская райская мухоловка — региональный эндемик, встречающийся как на Мадагаскаре, так и на Коморских островах

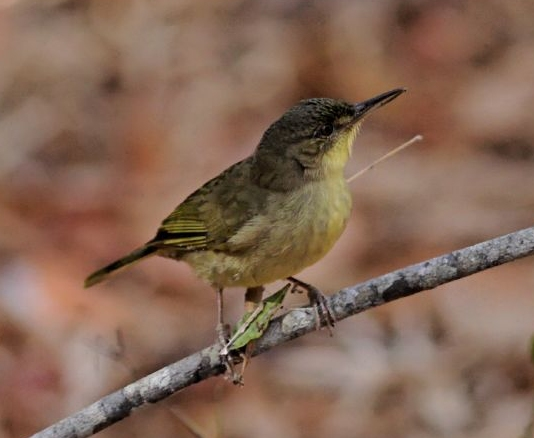
Мадагаскарский бурый бюльбюль, ранее принадлежал Бюльбюлевым, а теперь к Bernieridae.

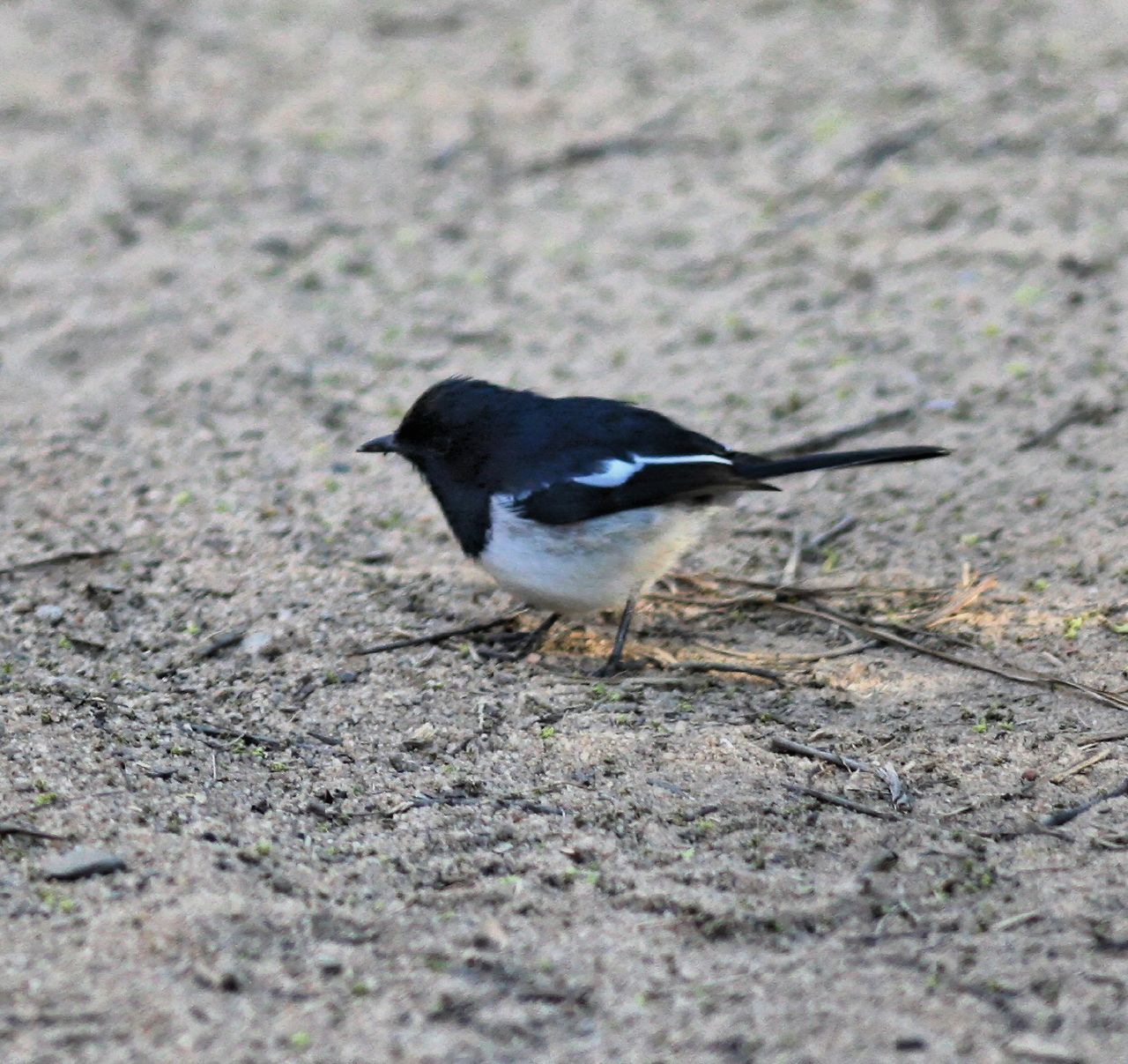
Существует несколько подвидов эндемичного мадагаскарского шама-дрозда, найденных по всему острову, отличающихся количеством черного цвета в оперении взрослого самца

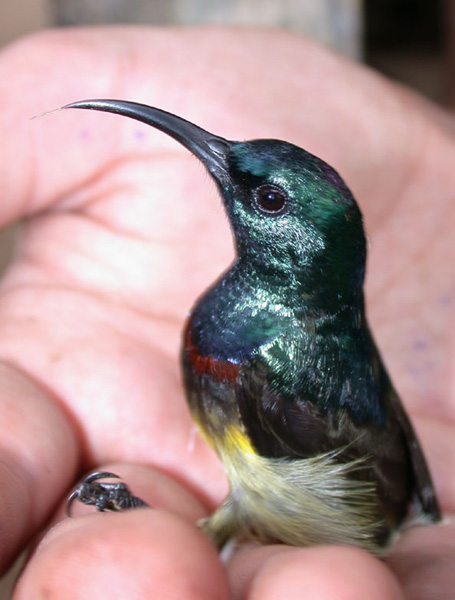
Самец мадагаскарской нектарницы имеет радужное оперение в период размножения, который обычно длится с августа по январь

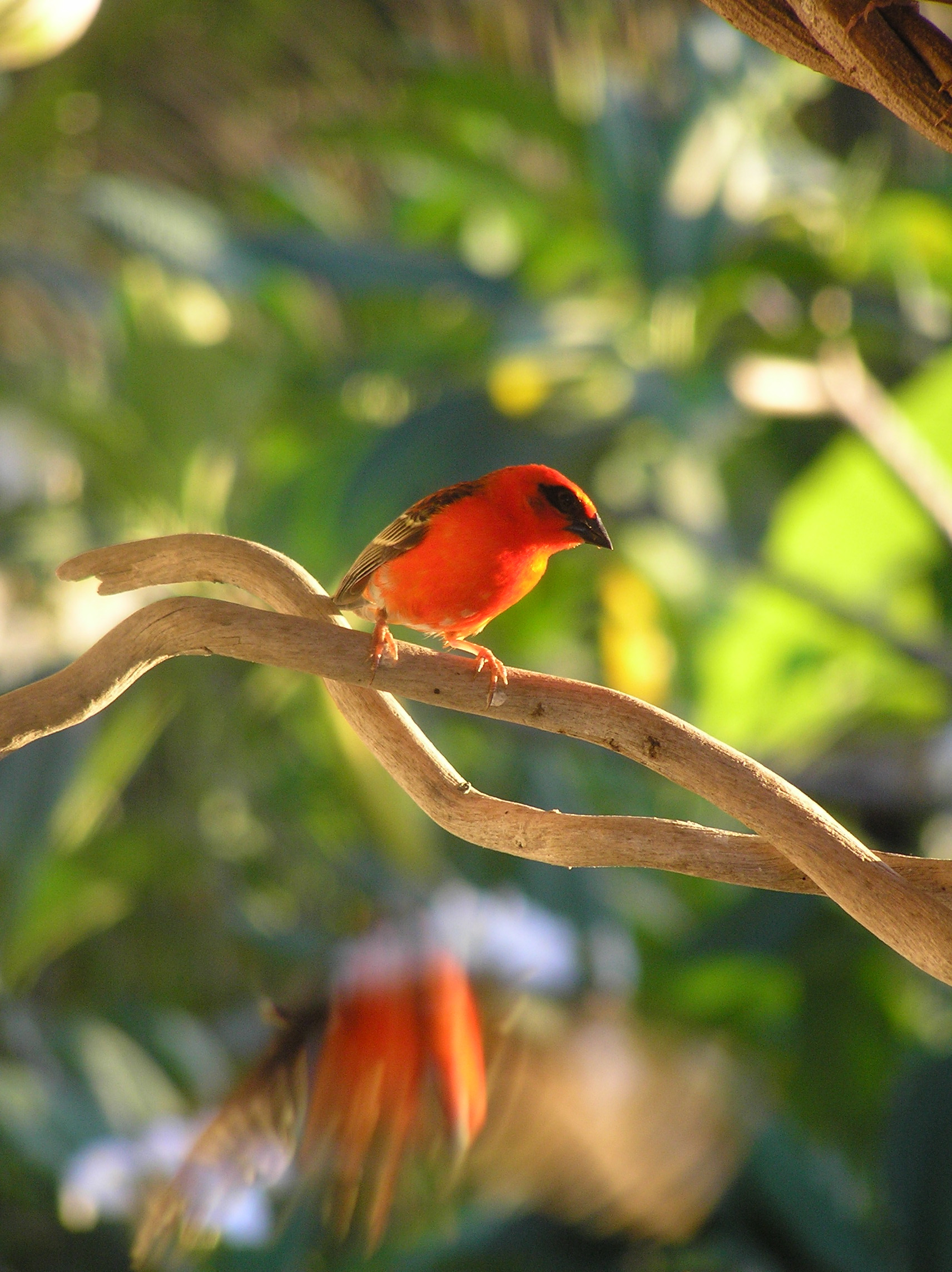
Эндемичный красный фуди широко распространен даже в столице страны Антананариву

(*) Виды, эндемичные для Мадагаскара
 (#) Виды, интродуцированные на Мадагаскар
Коды Красной книги МСОП
| Код | Описание                                        |
| --- | ----------------------------------------------- |
| CR  | Виды, находящиеся на грани полного исчезновения |
| EN  | Вымирающие виды                                 |
| EX  | Вымершие виды                                   |
| LC  | Виды, вызывающие наименьшие опасения            |
| NR  | Не признанный МСОП в качестве вида              |
| NT  | Виды, близкие к уязвимому положению             |
| VU  | Уязвимые виды                                   |

## Утки, гуси и водоплавающие птицы
Отряд: Гусеобразные   Семейство: Утиные
| Общепринятое название       | Научное название        | Статус                              | Код МСОП |
| --------------------------- | ----------------------- | ----------------------------------- | -------- |
| Мадагаскарский чирок*       | Anas bernieri           | Редкий житель                       | EN       |
| Красноклювая шилохвость     | Anas erythrorhyncha     | Обычный житель                      | LC       |
| Мадагаскарская кряква*      | Anas melleri            | Необычный житель                    | EN       |
| Кряква#                     | Anas platyrhynchos      | Интродуцированный вид               | LC       |
| Мадагаскарский нырок*       | Aythya innotata         | Недавно вновь открытый              | CR       |
| Рыжая свистящая утка        | Dendrocygna bicolor     | Необычный житель                    | LC       |
| Белолицая свистящая утка    | Dendrocygna viduata     | Обычный житель                      | LC       |
| Африканский блестящий чирок | Nettapus auritus        | Обычный житель                      | LC       |
| Гребенчатая утка            | Sarkidiornis melanotos  | Локально распространённый обитатель | LC       |
| Пятнистый чирок             | Spatula hottentota      | Локально распространённый обитатель | LC       |
| Белоспинная утка            | Thalassornis leuconotus | Редкий житель                       | LC       |

## Цесарки
Отряд: Курообразные   Семейство: Цесарковые
| Общепринятое название | Научное название | Статус         | Код МСОП |
| --------------------- | ---------------- | -------------- | -------- |
| Обыкновенная цесарка# | Numida meleagris | Обычный житель | LC       |

## Фазаны, куропатки и родственные виды
Отряд: Курообразные   Семейство: Фазановые
| Общепринятое название | Научное название           | Статус               | Код МСОП |
| --------------------- | -------------------------- | -------------------- | -------- |
| Обыкновенный перепел  | Coturnix coturnix          | Необычный житель     | LC       |
| Перепел-арлекин       | Coturnix delegorguei       | Необычный посетитель | LC       |
| *                     | Margaroperdix madagarensis | Необычный житель     | LC       |

## Фламинго
Отряд: Фламингообразные   Семейство: Фламинговые
| Общепринятое название | Научное название      | Статус                     | Код МСОП |
| --------------------- | --------------------- | -------------------------- | -------- |
| Малый фламинго        | Phoeniconaias minor   | Перелётная птица           | NT       |
| Обыкновенный фламинго | Phoenicopterus roseus | Обычный, редко гнездящийся | LC       |

## Поганки
Отряд: Поганкообразные   Семейство: Поганковые
| Общепринятое название         | Научное название        | Статус                              | Код МСОП |
| ----------------------------- | ----------------------- | ----------------------------------- | -------- |
| Мадагаскарская малая поганка* | Tachybaptus pelzelnii   | Необычный житель                    | EN       |
| Малая поганка                 | Tachybaptus ruficollis  | Локально распространённый обитатель | LC       |
| Карликовая поганка*           | Tachybaptus rufolavatus | Вымерший                            | EX       |

## Голуби и горлицы
Отряд: Голубеобразные   Семейство: Голубиные
| Общепринятое название         | Научное название             | Статус | Код МСОП |
| ----------------------------- | ---------------------------- | ------ | -------- |
| Мадагаскарский синий голубь*  | Alectroenas madagascariensis |        | LC       |
| Сизый голубь#                 | Columba livia                |        | LC       |
| Полосатая горлица#            | Geopelia striata             |        | LC       |
| Мадагаскарская горлица        | Nesoenas picturatus          |        | LC       |
| Капская горлица               | Oena capensis                |        | LC       |
| Мадагаскарский зелёный голубь | Treron australis             |        | LC       |

## Мадагаскарские пастушки
Отряд: Мезитообразные   Семейство: Мадагаскарские пастушки
| Общепринятое название                | Научное название      | Статус                              | Код МСОП |
| ------------------------------------ | --------------------- | ----------------------------------- | -------- |
| Одноцветный мадагаскарский пастушок* | Mesitornis unicolor   | Необычный житель                    | VU       |
| Белогрудый мадагаскарский пастушок*  | Mesitornis variegatus | Локально распространённый обитатель | VU       |
| Мония*                               | Monias benschi        | Необычный житель                    | VU       |

## Рябки
Отряд: Рябкообразные   Семейство: Рябковые
| Общепринятое название | Научное название     | Статус | Код МСОП |
| --------------------- | -------------------- | ------ | -------- |
| Мадагаскарский рябок* | Pterocles personatus |        | LC       |

## Кукушки
Отряд: Кукушкообразные   Семейство: Кукушковые
| Общепринятое название                | Научное название      | Статус | Код МСОП |
| ------------------------------------ | --------------------- | ------ | -------- |
| Мадагаскарская шпорцевая кукушка     | Centropus toulou      |        | LC       |
| Голубая мадагаскарская кукушка*      | Coua caerulea         |        | LC       |
| Кокереллева мадагаскарская кукушка*  | Coua coquereli        |        | LC       |
| Хохлатая мадагаскарская кукушка*     | Coua cristata         |        | LC       |
| Желтогорлая мадагаскарская кукушка*  | Coua cursor           |        | LC       |
| Мадагаскарская кукушка Делаланда*    | Coua delalandei       | Вымер  | EX       |
| Гигантская мадагаскарская кукушка*   | Coua gigas            |        | LC       |
| Краснолобая мадагаскарская кукушка*  | Coua reynaudii        |        | LC       |
| Белогорлая мадагаскарская кукушка*   | Coua ruficeps         |        | LC       |
| Красногрудая мадагаскарская кукушка* | Coua serriana         |        | LC       |
| Чубатая мадагаскарская кукушка*      | Coua verreauxi        |        | LC       |
| Мадагаскарская малая кукушка         | Cuculus rochii        |        | LC       |
| Толстоклювая кукушка                 | Pachycoccyx audeberti |        | LC       |

## Козодои и родственные виды
Отряд: Козодоеобразные   Семейство: Настоящие козодои
| Общепринятое название  | Научное название             | Статус | Код МСОП |
| ---------------------- | ---------------------------- | ------ | -------- |
| Ошейниковый козодой*   | Caprimulgus enarratus        |        | LC       |
| Мадагаскарский козодой | Caprimulgus madagascariensis |        | LC       |

## Стрижи
Отряд: Стрижеобразные   Семейство: Стрижиные
| Общепринятое название    | Научное название      | Статус                            | Код МСОП |
| ------------------------ | --------------------- | --------------------------------- | -------- |
| Малый стриж              | Apus affinis          | Недавний поселенец                | LC       |
|                          | Apus balstoni         | Широко распространенный обитатель | LC       |
| Капский стриж            | Apus barbatus         |                                   | LC       |
| Пальмовый стриж          | Cypsiurus parvus      | Широко распространенный обитатель | LC       |
| Белобрюхий стриж         | Tachymarptis melba    | Широко распространенный обитатель | LC       |
| Мадагаскарский иглохвост | Zoonavena grandidieri | Широко распространенный обитатель | LC       |

## Пастушки, погоныши и лысухи
Отряд: Журавлеобразные   Семейство: Пастушковые
| Общепринятое название               | Научное название           | Статус                           | Код МСОП |
| ----------------------------------- | -------------------------- | -------------------------------- | -------- |
| Оливьеров малый пастушок*           | Amaurornis olivieri        |                                  | EN       |
| Мадагаскарский серогорлый пастушок* | Canirallus kioloides       |                                  | LC       |
| Коростель                           | Crex crex                  | Редкий / Случайный гость         | LC       |
| Кювьеров пастушок                   | Dryolimnas cuvieri         |                                  | LC       |
| Хохлатая лысуха                     | Fulica cristata            |                                  | LC       |
| Камышница                           | Gallinula chloropus        |                                  | LC       |
| *                                   | Mentocrex beankaensis      | Обитатель с ограниченным ареалом | NT       |
| Бронзовая султанка                  | Porphyrio alleni           |                                  | LC       |
|                                     | Porphyrio madagascariensis |                                  | NR       |
| Малый погоныш                       | Porzana parva              | Редкий / Случайный гость         | LC       |
| Погоныш                             | Porzana porzana            | Редкий / Случайный гость         | LC       |
| Погоныш-крошка                      | Porzana pusilla            |                                  | LC       |
| Мадагаскарский пастушок*            | Rallus madagascariensis    |                                  | VU       |
| Мадагаскарский пушистый погоныш*    | Sarothrura insularis       |                                  | LC       |
| Лемурийский погоныш*                | Sarothrura watersi         |                                  | EN       |

## Ходулочники и шилоклювки
Отряд: Ржанкообразные   Семейство: Шилоклювковые
| Общепринятое название | Научное название       | Статус                     | Код МСОП |
| --------------------- | ---------------------- | -------------------------- | -------- |
| Ходулочник            | Himantopus himantopus  | Довольно обычный обитатель | LC       |
| Шилоклювка            | Recurvirostra avosetta | Очень редкий залётный вид  | LC       |

## Ржанки и чибисы
Отряд: Ржанкообразные   Семейство: Ржанковые
| Общепринятое название | Научное название         | Статус                   | Код МСОП |
| --------------------- | ------------------------ | ------------------------ | -------- |
| Малый зуёк            | Charadrius dubius        | Редкий / Случайный гость | LC       |
| Галстучник            | Charadrius hiaticula     |                          | LC       |
| Большеклювый зуёк     | Charadrius leschenaultii |                          | LC       |
| Белолобый зуёк        | Charadrius marginatus    |                          | LC       |
| Монгольский зуёк      | Charadrius mongolus      | Редкий / Случайный гость | LC       |
| Зуёк-пастух           | Charadrius pecuarius     |                          | LC       |
| Мадагаскарский зуёк*  | Charadrius thoracicus    |                          | VU       |
| Трёхполосый зуёк      | Charadrius tricollaris   |                          | LC       |
| Бурокрылая ржанка     | Pluvialis fulva          | Редкий / Случайный гость | LC       |
| Тулес                 | Pluvialis squatarola     |                          | LC       |

## Цветные бекасы
Отряд: Ржанкообразные   Семейство: Цветные бекасы
| Общепринятое название | Научное название        | Статус | Код МСОП |
| --------------------- | ----------------------- | ------ | -------- |
| Цветной бекас         | Rostratula benghalensis |        | LC       |

## Яканы
Отряд: Ржанкообразные   Семейство: Якановые
| Общепринятое название | Научное название        | Статус | Код МСОП |
| --------------------- | ----------------------- | ------ | -------- |
| Мадагаскарская якана* | Actophilornis albinucha |        | NT       |

## Кулики и родственные виды
Отряд: Ржанкообразные   Семейство: Бекасовые
| Общепринятое название | Научное название       | Статус                    | Код МСОП |
| --------------------- | ---------------------- | ------------------------- | -------- |
| Перевозчик            | Actitis hypoleucos     |                           | LC       |
| Камнешарка            | Arenaria interpres     |                           | LC       |
| Острохвостый песочник | Calidris acuminata     | Очень редкий залётный вид | LC       |
| Песчанка              | Calidris alba          |                           | LC       |
| Краснозобик           | Calidris ferruginea    |                           | NT       |
| Дутыш                 | Calidris melanotos     |                           | LC       |
| Кулик-воробей         | Calidris minuta        |                           | LC       |
| Турухтан              | Calidris pugnax        |                           | LC       |
| Канадский песочник    | Calidris subruficollis | Очень редкий залётный вид | NT       |
| Мадагаскарский бекас* | Gallinago macrodactyla |                           | VU       |
| Малый веретенник      | Limosa lapponica       |                           | NT       |
| Большой веретенник    | Limosa limosa          |                           | NT       |
| Большой кроншнеп      | Numenius arquata       |                           | NT       |
| Средний кроншнеп      | Numenius phaeopus      |                           | LC       |
| Круглоносый плавунчик | Phalaropus lobatus     | Очень редкий залётный вид | LC       |
| Фифи                  | Tringa glareola        |                           | LC       |
| Большой улит          | Tringa nebularia       |                           | LC       |
| Черныш                | Tringa ochropus        |                           | LC       |
| Поручейник            | Tringa stagnatilis     |                           | LC       |
| Мородунка             | Xenus cinereus         |                           | LC       |

## Трёхпёрстки
Отряд: Ржанкообразные   Семейство: Трёхпёрстки
| Общепринятое название       | Научное название   | Статус         | Код МСОП |
| --------------------------- | ------------------ | -------------- | -------- |
| Мадагаскарская трёхпёрстка* | Turnix nigricollis | Обычный житель | LC       |

## Рачьи ржанки
Отряд: Ржанкообразные   Семейство: Рачьи ржанки
| Общепринятое название | Научное название | Статус        | Код МСОП |
| --------------------- | ---------------- | ------------- | -------- |
| Рачья ржанка          | Dromas ardeola   | Обычный гость | LC       |

## Тиркушки и бегунки
Отряд: Ржанкообразные   Семейство: Тиркушковые
| Общепринятое название   | Научное название    | Статус                   | Код МСОП |
| ----------------------- | ------------------- | ------------------------ | -------- |
| Восточная тиркушка      | Glareola maldivarum | Редкий / Случайный гость | LC       |
| Мадагаскарская тиркушка | Glareola ocularis   |                          | VU       |

## Поморники
Отряд: Ржанкообразные   Семейство: Поморниковые
| Общепринятое название   | Научное название         | Статус                   | Код МСОП |
| ----------------------- | ------------------------ | ------------------------ | -------- |
| Антарктический поморник | Stercorarius antarcticus |                          | LC       |
| Длиннохвостый поморник  | Stercorarius longicaudus | Редкий / Случайный гость | LC       |
| Южнополярный поморник   | Stercorarius maccormicki | Редкий / Случайный гость | LC       |
| Средний поморник        | Sterocorarius pomarinus  | Редкий / Случайный гость | LC       |

## Чайки и крачки
Отряд: Ржанкообразные   Семейство: Чайковые
| Общепринятое название      | Научное название              | Статус                   | Код МСОП |
| -------------------------- | ----------------------------- | ------------------------ | -------- |
| Обыкновенная глупая крачка | Anous stolidus                |                          | LC       |
| Малая глупая крачка        | Anous tenuirostris            |                          | LC       |
| Сероголовая чайка          | Chroicocephalus cirrocephalus |                          | LC       |
| Белощёкая болотная крачка  | Chlidonias hybrida            |                          | LC       |
| Белокрылая болотная крачка | Chlidonias leucopterus        |                          | LC       |
| Чёрная болотная крачка     | Chlidonias niger              | Редкий / Случайный гость | LC       |
| Чеграва                    | Hydroprogne caspia            |                          | LC       |
| Аденская чайка             | Ichthyaetus hemprichii        | Редкий / Случайный гость | LC       |
| Чайконосая крачка          | Gelochelidon nilotica         | Редкий / Случайный гость | LC       |
| Доминиканская чайка        | Larus dominicanus             |                          | LC       |
| Бурокрылая крачка          | Onychoprion anaethetus        |                          | LC       |
| Тёмная крачка              | Onychoprion fuscatus          |                          | LC       |
| Розовая крачка             | Sterna dougallii              |                          | LC       |
| Речная крачка              | Sterna hirundo                |                          | LC       |
| Светлая крачка             | Sterna sumatrana              |                          | LC       |
| Малая крачка               | Sternula albifrons            | Редкий / Случайный гость | LC       |
|                            | Sternula saundersi            |                          | LC       |
| Бенгальская крачка         | Thalasseus bengalensis        |                          | LC       |
| Крачка Берга               | Thalasseus bergii             |                          | LC       |
| Пестроносая крачка         | Thalasseus sandvicensis       |                          | LC       |

## Фаэтоны
Отряд: Фаэтонообразные   Семейство: Фаэтоновые
| Общепринятое название | Научное название    | Статус                    | Код МСОП |
| --------------------- | ------------------- | ------------------------- | -------- |
| Красноклювый фаэтон   | Phaethon aethereus  | Очень редкий залётный вид | LC       |
| Белохвостый фаэтон    | Phaethon lepturus   | Гнездятся                 | LC       |
| Краснохвостый фаэтон  | Phaethon rubricauda | Гнездятся                 | LC       |

## Пингвины
Отряд: Пингвинообразные   Семейство: Пингвиновые
| Общепринятое название     | Научное название    | Статус                    | Код МСОП |
| ------------------------- | ------------------- | ------------------------- | -------- |
| Хохлатый пингвин          | Eudyptes chrysocome | Очень редкий залётный вид | VU       |
| Северный хохлатый пингвин | Eudyptes moseleyi   | Очень редкий залётный вид | EN       |

## Альбатросы
Отряд: Буревестникообразные   Семейство: Альбатросовые
| Общепринятое название   | Научное название            | Статус            | Код МСОП |
| ----------------------- | --------------------------- | ----------------- | -------- |
| Странствующий альбатрос | Diomedea exulans            |                   | VU       |
| Желтоклювый альбатрос   | Thalassarche chlororhynchos |                   | EN       |
| Чернобровый альбатрос   | Thalassarche melanophrys    | Редкий посетитель | EN       |
|                         | Thalassarche salvini        | Редкий посетитель | VU       |

## Южные качурки
Отряд: Буревестникообразные   Семейство: Oceanitidae
| Общепринятое название | Научное название    | Статус                    | Код МСОП |
| --------------------- | ------------------- | ------------------------- | -------- |
| Белобрюхая качурка    | Fregetta grallaria  | Очень редкий залётный вид | LC       |
| Чернобрюхая качурка   | Fregetta tropica    | Обычный обитатель         | LC       |
| Качурка Вильсона      | Oceanites oceanicus | Обычный посетитель        | LC       |
| Белолицая качурка     | Pelagodroma marina  | Очень редкий залётный вид | LC       |

## Буревестники и качурки
Отряд: Буревестникообразные   Семейство: Буревестниковые
| Общепринятое название         | Научное название      | Статус                                             | Код МСОП |
| ----------------------------- | --------------------- | -------------------------------------------------- | -------- |
| Бледноногий буревестник       | Ardenna carneipes     |                                                    | NT       |
|                               | Ardenna pacifica      | Редкий в открытом море                             | LC       |
| Тайфунник Бульвера            | Bulweria bulwerii     | Очень редкий залётный вид                          | LC       |
|                               | Bulweria fallax       | Очень редкий залётный вид                          | NT       |
| Средиземноморский буревестник | Calonectris diomedea  |                                                    | LC       |
| Капский голубок               | Daption capense       | Кочующий в открытом море, Редкий / Случайный гость | LC       |
| Южный гигантский буревестник  | Macronectes giganteus | Постоянный в открытом море                         | LC       |
| Прион                         | Pachyptila salvini    | Редкий залетный вид                                | LC       |
| Ширококлювая китовая птичка   | Pachyptila vittata    | Редкий залетный вид                                | LC       |
| Тайфунник Баро                | Pterodroma baraui     |                                                    | EN       |
| Длиннокрылый тайфунник        | Pterodroma macroptera | Необычный обитатель                                | LC       |
| Мягкопёрый тайфунник          | Pterodroma mollis     |                                                    | LC       |
|                               | Puffinus bailloni     | Редкий в открытом море                             | LC       |

## Аисты
Отряд: Аистообразные   Семейство: Аистовые
| Общепринятое название   | Научное название       | Статус                              | Код МСОП |
| ----------------------- | ---------------------- | ----------------------------------- | -------- |
| Африканский аист-разиня | Anastomus lamelligerus | Постоянный житель                   | LC       |
| Африканский клювач      | Mycteria ibis          | Локально распространенный обитатель | LC       |

## Фрегаты
Отряд: Олушеобразные   Семейство: Фрегатовые
| Общепринятое название | Научное название | Статус               | Код МСОП |
| --------------------- | ---------------- | -------------------- | -------- |
| Фрегат Ариель         | Fregata ariel    | Случайный посетитель | LC       |
| Большой фрегат        | Fregata minor    | Случайный посетитель | LC       |

## Олуши
Отряд: Олушеобразные   Семейство: Олушевые
| Общепринятое название | Научное название | Статус                    | Код МСОП |
| --------------------- | ---------------- | ------------------------- | -------- |
| Голуболицая олуша     | Sula dactylatra  | Очень редкий залётный вид | LC       |
| Бурая олуша           | Sula leucogaster | Гнездятся                 | LC       |
| Красноногая олуша     | Sula sula        | Необычный посетитель      | LC       |

## Змеешейки
Отряд: Олушеобразные   Семейство: Змеешейковые
| Общепринятое название | Научное название | Статус            | Код МСОП |
| --------------------- | ---------------- | ----------------- | -------- |
| Африканская змеешейка | Anhinga rufa     | Постоянный житель | LC       |

## Бакланы
Отряд: Олушеобразные   Семейство: Баклановые
| Общепринятое название | Научное название        | Статус            | Код МСОП |
| --------------------- | ----------------------- | ----------------- | -------- |
| Камышовый баклан      | Phalacrocorax africanus | Постоянный житель | LC       |

## Пеликаны
Отряд: Пеликанообразные   Семейство: Пеликановые
| Общепринятое название | Научное название    | Статус              | Код МСОП |
| --------------------- | ------------------- | ------------------- | -------- |
| Розовоспинный пеликан | Pelecanus rufescens | Редкий залетный вид | LC       |

## Молотоглавы
Отряд: Пеликанообразные   Семейство: Молотоглавые
| Общепринятое название | Научное название | Статус            | Код МСОП |
| --------------------- | ---------------- | ----------------- | -------- |
| Молотоглав            | Scopus umbretta  | Постоянный житель | LC       |

## Цапли, белые цапли и выпи
Отряд: Аистообразные   Семейство: Цаплевые
| Общепринятое название       | Научное название      | Статус                    | Код МСОП |
| --------------------------- | --------------------- | ------------------------- | -------- |
| Большая белая цапля         | Ardea alba            | Обычный житель            | LC       |
| Серая цапля                 | Ardea cinerea         | Довольно обычный житель   | LC       |
| Мадагаскарская цапля        | Ardea humbloti        | Необычный житель          | EN       |
| Черношейная цапля           | Ardea melanocephala   | Очень редкий залётный вид | LC       |
| Рыжая цапля                 | Ardea purpurea        | Довольно обычный житель   | LC       |
| Мадагаскарская жёлтая цапля | Ardeola idae          | Гнездятся                 | EN       |
| Жёлтая цапля                | Ardeola ralloides     | Обычный житель            | LC       |
| Египетская цапля            | Bubulcus ibis         | Обычный житель            | LC       |
| Зелёная кваква              | Butorides striatus    | Довольно обычный житель   | LC       |
| Чёрная цапля                | Egretta ardesiaca     | Довольно обычный житель   | LC       |
| Малая белая цапля           | Egretta garzetta      |                           | LC       |
| Береговая цапля             | Egretta gularis       | Редкий / Случайный гость  | LC       |
| Малая выпь                  | Ixobrychus minutus    | Редко гнездящийся         | LC       |
| Обыкновенная кваква         | Nycticorax nycticorax | Необычный житель          | LC       |

## Ибисы и колпицы
Отряд: Аистообразные   Семейство: Ибисовые
| Общепринятое название | Научное название         | Статус                   | Код МСОП |
| --------------------- | ------------------------ | ------------------------ | -------- |
| Чубатый ибис*         | Lophotibis cristata      | Редкий житель            | NT       |
| Белая колпица         | Platalea alba            | Необычный житель         | LC       |
| Каравайка             | Plegadis falcinellus     | Обычный житель           | LC       |
| Священный ибис        | Threskiornis aethiopicus | Редкий / Случайный гость | LC       |
| Мадагаскарский ибис   | Threskiornis bernieri    | Редкий житель            | EN       |

## Скопы
Отряд: Ястребообразные   Семейство: Скопиные
| Общепринятое название | Научное название  | Статус              | Код МСОП |
| --------------------- | ----------------- | ------------------- | -------- |
| Скопа                 | Pandion haliaetus | Редкий залётный вид | LC       |

## Ястребы, орлы и коршуны
Отряд: Ястребообразные   Семейство: Ястребиные
| Общепринятое название               | Научное название           | Статус                   | Код МСОП |
| ----------------------------------- | -------------------------- | ------------------------ | -------- |
| Мадагаскарский ястреб*              | Accipiter francesii        |                          | LC       |
| Мадагаскарский тетеревятник*        | Accipiter henstii          |                          | NT       |
| Мадагаскарский перепелятник*        | Accipiter madagascariensis |                          | NT       |
| *                                   | Aviceda madagascariensis   |                          | LC       |
| Мадагаскарский короткокрылый сарыч* | Buteo brachypterus         |                          | LC       |
| Болотный лунь                       | Circus aeruginosus         | Редкий / Случайный гость | LC       |
| Мадагаскарский болотный лунь        | Circus macrosceles         |                          | EN       |
| Степной лунь                        | Circus macrourus           | Редкий / Случайный гость | NT       |
| Чернокрылый дымчатый коршун         | Elanus caeruleus           | Редкий / Случайный гость | LC       |
| Мадагаскарский змееяд*              | Eutriorchis astur          |                          | EN       |
| Мадагаскарский орлан-крикун*        | Haliaeetus vociferoides    |                          | CR       |
| Гребенчатый орёл                    | Lophaetus occipitalis      | Редкий / Случайный гость | LC       |
| Широкоротый коршун                  | Macheiramphus alcinus      |                          | LC       |
| Чёрный коршун                       | Milvus migrans             |                          | LC       |
| *                                   | Polyboroides radiatus      |                          | LC       |
|                                     | Polyboroides typus         |                          | LC       |

## Сипухи
Отряд: Совообразные   Семейство: Сипуховые
| Общепринятое название  | Научное название | Статус | Код МСОП |
| ---------------------- | ---------------- | ------ | -------- |
| Обыкновенная сипуха    | Tyto alba        |        | LC       |
| Мадагаскарская сипуха* | Tyto soumagnei   |        | VU       |

## Совы
Отряд: Совообразные   Семейство: Совиные
| Общепринятое название         | Научное название      | Статус                   | Код МСОП |
| ----------------------------- | --------------------- | ------------------------ | -------- |
| Африканская ушастая сова      | Asio capensis         |                          | LC       |
| Мадагаскарская ушастая сова*  | Asio madagascariensis |                          | LC       |
| Мадагаскарская иглоногая сова | Ninox superciliaris   |                          | LC       |
| Совка Торотороко*             | Otus madagascariensis |                          | NR       |
| Африканская совка*            | Otus senegalensis     | Редкий / Случайный гость | LC       |
| Мадагаскарская совка*         | Otus rutilus          |                          | LC       |

## Куролы
Отряд: Куролообразные   Семейство: Куроловые
| Общепринятое название | Научное название    | Статус | Код МСОП |
| --------------------- | ------------------- | ------ | -------- |
| Курол                 | Leptosomus discolor |        | LC       |

## Удоды
Отряд: Птицы-носороги   Семейство: Удодовые
| Общепринятое название | Научное название | Статус | Код МСОП |
| --------------------- | ---------------- | ------ | -------- |
| Удод                  | Upupa epops      |        | LC       |
| Мадагаскарский удод   | Upupa marginata  |        | LC       |

## Зимородки
Отряд: Ракшеобразные   Семейство: Зимородковые
| Общепринятое название            | Научное название             | Статус         | Код МСОП |
| -------------------------------- | ---------------------------- | -------------- | -------- |
| Малахитовый зимородок            | Corythornis cristatus        |                | LC       |
| Мадагаскарский лесной зимородок* | Corythornis madagascariensis | Обычный житель | LC       |
| Мадагаскарский зимородок         | Corythornis vintsioides      | Обычный житель | LC       |

## Щурки
Отряд: Ракшеобразные   Семейство: Щурковые
| Общепринятое название | Научное название     | Статус                    | Код МСОП |
| --------------------- | -------------------- | ------------------------- | -------- |
| Золотистая щурка      | Merops apiaster      | Очень редкий залётный вид | LC       |
| Оливковая щурка       | Merops superciliosus |                           | LC       |

## Широкороты
Отряд: Ракшеобразные   Семейство: Сизоворонковые
| Общепринятое название | Научное название     | Статус | Код МСОП |
| --------------------- | -------------------- | ------ | -------- |
| Африканский широкорот | Eurystomus glaucurus |        | LC       |

## Земляные ракши
Отряд: Ракшеобразные   Семейство: Земляные ракши
| Общепринятое название                 | Научное название           | Статус              | Код МСОП |
| ------------------------------------- | -------------------------- | ------------------- | -------- |
| Кросслеева земляная ракша-ателорнис*  | Atelornis crossleyi        | Не перелётная птица | NT       |
| Синеголовая земляная ракша-ателорнис* | Atelornis pittoides        | Не перелётная птица | LC       |
| Коротконогая земляная ракша*          | Brachypteracias leptosomus | Не перелётная птица | VU       |
| Чешуйчатая земляная ракша*            | Geobiastes squamiger       | Не перелётная птица | VU       |
| Длиннохвостая земляная ракша*         | Uratelornis chimaera       | Не перелётная птица | VU       |

## Соколы
Отряд: Соколообразные   Семейство: Соколиные
| Общепринятое название               | Научное название  | Статус              | Код МСОП |
| ----------------------------------- | ----------------- | ------------------- | -------- |
| Серебристый чеглок                  | Falco concolor    | Зимует              | VU       |
| Чеглок Элеоноры                     | Falco eleonorae   | Зимует              | LC       |
| Мадагаскарская пустельга            | Falco newtoni     | Не перелётная птица | LC       |
| Сапсан                              | Falco peregrinus  | Редкий обитатель    | LC       |
| Мадагаскарская полосатая пустельга* | Falco zoniventris | Необычный житель    | LC       |

## Попугаи Старого Света
Отряд: Попугаеобразные   Семейство: Попугаевые
| Общепринятое название    | Научное название | Статус | Код МСОП |
| ------------------------ | ---------------- | ------ | -------- |
| Сероголовый неразлучник* | Agapornis canus  |        | LC       |
| Малый попугай-ваза       | Coracopsis nigra |        | LC       |
| Большой попугай-ваза*    | Coracopsis vasa  |        | LC       |

## Питты
Отряд: Воробьинообразные   Семейство: Мадагаскарские питтовые
| Общепринятое название          | Научное название       | Статус | Код МСОП |
| ------------------------------ | ---------------------- | ------ | -------- |
| Длинноклювая ложнонектарница*  | Neodrepanis coruscans  |        | LC       |
| Короткоклювая ложнонектарница* | Neodrepanis hypoxantha |        | VU       |
| Бархатистая филепитта*         | Philepitta castanea    |        | LC       |
| Желтобрюхая филепитта*         | Philepitta schlegeli   |        | NT       |

## Личинкоеды
Отряд: Воробьинообразные   Семейство: Личинкоедовые
| Общепринятое название | Научное название | Статус | Код МСОП |
| --------------------- | ---------------- | ------ | -------- |
|                       | Coracina cinerea |        | LC       |

## Иволги Старого Света
Отряд: Воробьинообразные   Семейство: Иволговые
| Общепринятое название | Научное название | Статус                   | Код МСОП |
| --------------------- | ---------------- | ------------------------ | -------- |
| Обыкновенная иволга   | Oriolus oriolus  | Редкий / Случайный гость | LC       |

## Ванги и родственные виды
Отряд: Воробьинообразные   Семейство: Ванговые
| Общепринятое название          | Научное название             | Статус                           | Код МСОП |
| ------------------------------ | ---------------------------- | -------------------------------- | -------- |
| Белоголовая расписная ванга*   | Artamella viridis            |                                  | LC       |
| Краснохвостая ванга*           | Calicalicus madagascariensis | Довольно обычный житель          | LC       |
| Calicalicus rufocarpalis*      | Calicalicus rufocarpalis     | Необычный житель                 | VU       |
| Синяя расписная ванга*         | Cyanolanius madagascarinus   |                                  | LC       |
| Шлемоносная ванга*             | Euryceros prevostii          |                                  | EN       |
| Серпоклювая ванга*             | Falculea palliata            |                                  | LC       |
| Красноклювая ванга*            | Hypositta corallirostris     |                                  | LC       |
| Сорочья расписная ванга*       | Leptopterus chabert          |                                  | LC       |
| Мистакорнис*                   | Mystacornis crossleyi        |                                  | LC       |
| Тёмная ньютония*               | Newtonia amphichroa          |                                  | LC       |
| Буролобая ньютония*            | Newtonia archboldi           |                                  | LC       |
| Рыжебрюхая ньютония*           | Newtonia brunneicauda        |                                  | LC       |
| Фанованская ньютония*          | Newtonia fanovanae           |                                  | VU       |
| Чёрная ванга*                  | Oriolia bernieri             |                                  | EN       |
| Мухоловка Варда*               | Pseudobias wardi             | Обитатель с ограниченным ареалом | LC       |
| Рыжая ванга*                   | Schetba rufa                 |                                  | LC       |
| Бюльбюлевая ванга*             | Tylas eduardi                |                                  | LC       |
| Крючкоклювая ванга*            | Vanga curvirostris           |                                  | LC       |
| Белолобая узкоклювая ванга*    | Xenopirostris damii          |                                  | EN       |
| Серая узкоклювая ванга*        | Xenopirostris polleni        |                                  | NT       |
| Обыкновенная узкоклювая ванга* | Xenopirostris xenopirostris  |                                  | LC       |

## Дронго
Отряд: Воробьинообразные   Семейство: Дронговые
| Общепринятое название | Научное название    | Статус         | Код МСОП |
| --------------------- | ------------------- | -------------- | -------- |
| Хохлатый дронго       | Dicrurus forficatus | Обычный житель | LC       |

## Монархи
Отряд: Воробьинообразные   Семейство: Монархи
| Общепринятое название            | Научное название   | Статус         | Код МСОП |
| -------------------------------- | ------------------ | -------------- | -------- |
| Мадагаскарская райская мухоловка | Terpsiphone mutata | Обычный житель | LC       |

## Вороны, сойки и сороки
Отряд: Воробьинообразные   Семейство: Врановые
| Общепринятое название | Научное название | Статус                    | Код МСОП |
| --------------------- | ---------------- | ------------------------- | -------- |
| Пегий ворон           | Corvus albus     | Обычный житель            | LC       |
| Блестящий ворон       | Corvus splendens | Очень редкий залётный вид | LC       |

## Жаворонки
Отряд: Воробьинообразные   Семейство: Жаворонковые
| Общепринятое название                   | Научное название | Статус | Код МСОП |
| --------------------------------------- | ---------------- | ------ | -------- |
| Мадагаскарский кустарниковый жаворонок* | Eremopterix hova |        | LC       |

## Цистиколы и родственные виды
Отряд: Воробьинообразные   Семейство: Цистиколовые
| Общепринятое название    | Научное название     | Статус | Код МСОП |
| ------------------------ | -------------------- | ------ | -------- |
| Мадагаскарская цистикола | Cisticola cherina    |        | LC       |
| Пестрогорлая эресса*     | Neomixis striatigula |        | LC       |
| Серошейная эресса*       | Neomixis tenella     |        | LC       |
| Зелёная эресса*          | Neomixis viridis     |        | LC       |

## Камышовки и родственные виды
Отряд: Воробьинообразные   Семейство: Камышовковые
| Общепринятое название     | Научное название     | Статус | Код МСОП |
| ------------------------- | -------------------- | ------ | -------- |
| Мадагаскарская камышовка* | Acrocephalus newtoni |        | LC       |
| *                         | Nesillas lantzii (E) |        | LC       |
| *                         | Nesillas typica (E)  |        | LC       |

## Сверчки и родственные виды
Отряд: Воробьинообразные   Семейство: Сверчковые
| Общепринятое название | Научное название     | Статус | Код МСОП |
| --------------------- | -------------------- | ------ | -------- |
| *                     | Bradypterus brunneus |        | LC       |
| Горная пестрогрудка*  | Bradypterus seebohmi |        | LC       |

## Малагасийские камышовки
Отряд: Воробьинообразные   Семейство: Bernieridae
| Общепринятое название          | Научное название              | Статус | Код МСОП |
| ------------------------------ | ----------------------------- | ------ | -------- |
| Мадагаскарский бурый бюльбюль* | Bernieria madagascariensis    |        | LC       |
| *                              | Crossleyia xanthophrys        |        | NT       |
| *                              | Cryptosylvicola randriansoloi |        | LC       |
| Клинохвостая эресса*           | Hartertula flavoviridis       |        | NT       |
| Фодитани*                      | Oxylabes madagascariensis     |        | LC       |
| Рандия*                        | Randia pseudozosterops        |        | LC       |
| Киритика*                      | Thamnornis chloropetoides     |        | LC       |
| Бурый бюльбюль Апперта*        | Xanthomixis apperti           |        | VU       |
| Серошапочный бурый бюльбюль*   | Xanthomixis cinereiceps       |        | NT       |
| Мрачный бурый бюльбюль*        | Xanthomixis tenebrosa         |        | VU       |
| Короткоклювый бурый бюльбюль*  | Xanthomixis zosterops         |        | LC       |

## Ласточки
Отряд: Воробьинообразные   Семейство: Ласточковые
| Общепринятое название        | Научное название   | Статус                   | Код МСОП |
| ---------------------------- | ------------------ | ------------------------ | -------- |
| Городская ласточка           | Delichon urbicum   | Редкий / Случайный гость | LC       |
| Деревенская ласточка         | Hirundo rustica    | Редкий / Случайный гость | LC       |
| Маскаренская ласточка-федина | Phedina borbonica  |                          | LC       |
| Малая береговая ласточка     | Riparia paludicola |                          | LC       |
| Береговушка                  | Riparia riparia    | Редкий / Случайный гость | LC       |

## Бюльбюли
Отряд: Воробьинообразные   Семейство: Бюльбюлевые
| Общепринятое название | Научное название            | Статус | Код МСОП |
| --------------------- | --------------------------- | ------ | -------- |
|                       | Hypsipetes madagascariensis |        | LC       |

## Белоглазки и родственные виды
Отряд: Воробьинообразные   Семейство: Белоглазковые
| Общепринятое название     | Научное название         | Статус | Код МСОП |
| ------------------------- | ------------------------ | ------ | -------- |
| Мадагаскарская белоглазка | Zosterops maderaspatanus |        | LC       |

## Скворцы
Отряд: Воробьинообразные   Семейство: Скворцовые
| Общепринятое название                 | Научное название     | Статус                                                                | Код МСОП |
| ------------------------------------- | -------------------- | --------------------------------------------------------------------- | -------- |
| Обыкновенная майна#                   | Acridotheres tristis | Интродуцирован и распространяется                                     | LC       |
| Рогатый скворец                       | Creatophora cinerea  | Очень редкий залётный вид                                             | LC       |
| Мадагаскарский пестроспинный скворец* | Saroglossa aurata    | Довольно часто встречается на северо-западе, севере и востоке острова | LC       |

## Мухоловки Старого Света
Отряд: Воробьинообразные   Семейство: Мухоловковые
| Общепринятое название      | Научное название         | Статус                    | Код МСОП |
| -------------------------- | ------------------------ | ------------------------- | -------- |
| Мадагаскарский шама-дрозд* | Copsychus albospecularis |                           | LC       |
| Monticola sharpei*         | Monticola sharpei        |                           | LC       |
| Пустынный каменный дрозд*  | Monticola imerina        |                           | LC       |
| Обыкновенная каменка       | Oenanthe oenanthe        | Очень редкий залётный вид | LC       |
| Черноголовый чекан*        | Saxicola torquatus       |                           | LC       |

## Нектарницы
Отряд: Воробьинообразные   Семейство: Нектарницевые
| Общепринятое название     | Научное название   | Статус | Код МСОП |
| ------------------------- | ------------------ | ------ | -------- |
| Темно-зеленая нектарница  | Cinnyris notatus   |        | LC       |
| Мадагаскарская нектарница | Cinnyris souimanga |        | LC       |

## Ткачи и родственные виды
Отряд: Воробьинообразные   Семейство: Ткачиковые
| Общепринятое название        | Научное название        | Статус                                                 | Код МСОП |
| ---------------------------- | ----------------------- | ------------------------------------------------------ | -------- |
| Красный фуди*                | Foudia madagascariensis | Очень распространенный                                 | LC       |
| *                            | Foudia omissa           | Довольно обычный                                       | LC       |
| Зелёный мадагаскарский ткач* | Ploceus nelicourvi      | Довольно часто встречается в подходящей среде обитания | LC       |
| Мадагаскарский ткач*         | Ploceus sakalava        |                                                        | LC       |

## Астрильды и родственные виды
Отряд: Воробьинообразные   Семейство: Вьюрковые ткачики
| Общепринятое название | Научное название | Статус                                    | Код МСОП |
| --------------------- | ---------------- | ----------------------------------------- | -------- |
| Волнистый астрильд#   | Estrilda astrild | Интродуцирован и локально распространен   | LC       |
| *                     | Lonchura nana    | Распространен в подходящей среде обитания | LC       |

## Воробьи Старого Света
Отряд: Воробьинообразные   Семейство: Воробьиные
| Общепринятое название | Научное название  | Статус | Код МСОП |
| --------------------- | ----------------- | ------ | -------- |
| Домовый воробей#      | Passer domesticus |        | LC       |

## Трясогузки и коньки
Отряд: Воробьинообразные   Семейство: Трясогузковые
| Общепринятое название      | Научное название       | Статус | Код МСОП |
| -------------------------- | ---------------------- | ------ | -------- |
| Мадагаскарская трясогузка* | Motacilla flaviventris |        | LC       |